# I'm Upset
I'm Upset è un singolo del rapper canadese Drake, pubblicato il 26 maggio 2018 come terzo estratto dal quinto album in studio Scorpion.

## Tracce
1. I'm Upset – 3:34